# Adicella lais
Adicella lais är en nattsländeart som beskrevs av Schmid 1994. Adicella lais ingår i släktet Adicella och familjen långhornssländor. Inga underarter finns listade i Catalogue of Life.